# Тенис на Летњим олимпијским играма 1900.
Такмичења у тенису на Олимпијским играма 1900. у Паризу у Француској одржана су у периоду од 6. јула до 11. јула. Овај пут су у тениска такмичења укључене и жене, тако да се одвијало у четири дисциплине у мушкој појединачно и паровима, женској појединачно и мешовитим паровима.
Поражени у полуфиналу нису играли за треће место него су додељене по две бронзане медаље.
Учествовало је 19 такмичара (13 мушких и 6 женских) из четири земље.

## Земље учеснице
- Бохемија {1} — (1ж.)
- Француска (7) — (2ж. 4м.)
- Уједињено Краљевство (6) — (1 ж. 5 м.)
- САД (5) — (2ж. 3м.)

## Освајачи медаља
| Дисциплина                  |                                                        |                                                                              |                                                                                         |
| Мушкарци појединачно детаљи | Лоренс Доерти · Уједињено Краљевство                   | Харолд Махони · Уједињено Краљевство                                         | Реџиналд Доерти · Уједињено Краљевство                                                  |
| Мушкарци појединачно детаљи | Лоренс Доерти · Уједињено Краљевство                   | Харолд Махони · Уједињено Краљевство                                         | Артур Норис · Уједињено Краљевство                                                      |
| Мушки парови детаљи         | Лоренс Доерти · Реџиналд Доерти Уједињено Краљевство   | Max Décugis · Француска · Basil Spalding de Garmendia · САД · Мешовити тим   | Харолд Махони · Артур Норис · Уједињено Краљевство                                      |
| Мушки парови детаљи         | Лоренс Доерти · Реџиналд Доерти Уједињено Краљевство   | Max Décugis · Француска · Basil Spalding de Garmendia · САД · Мешовити тим   | Андре Прево · Georges de la Chapelle · Француска                                        |
| Жене појединачно детаљи     | Шарлот Купер · Уједињено Краљевство                    | Елен Прево · Француска                                                       | Мерион Џоунс САД                                                                        |
| Жене појединачно детаљи     | Шарлот Купер · Уједињено Краљевство                    | Елен Прево · Француска                                                       | Хедвига Розенбаумова · Бохемија                                                         |
| Мешовити парови детаљи      | Шарлота Купер · Реџиналд Доерти · Уједињено Краљевство | Елен Прево · Француска · Харолд Махони · Уједињено Краљевство · Мешовити тим | Мерион Џоунс · САД · Лоренс Доерти · Уједињено Краљевство · Мешовити тим                |
| Мешовити парови детаљи      | Шарлота Купер · Реџиналд Доерти · Уједињено Краљевство | Елен Прево · Француска · Харолд Махони · Уједињено Краљевство · Мешовити тим | Хедвига Розенбаумова · Бохемија · Арчибалд Ворден · Уједињено Краљевство · Мешовити тим |

## Биланс медаља
|   | Држава               |   |   |   |    |
| - | -------------------- | - | - | - | -- |
| 1 | Уједињено Краљевство | 4 | 1 | 3 | 8  |
| 2 | Француска            | 0 | 1 | 1 | 2  |
| 3 | САД                  | 0 | 0 | 1 | 1  |
|   | Бохемија             | 0 | 0 | 1 | 1  |
| 5 | Мешовити тимови      | 0 | 2 | 2 | 4  |
|   | Укупно (5)           | 4 | 4 | 8 | 16 |